# Буква
Буквата е вид графема, основен компонент на някои писмени системи, наричани азбуки.
Тя е част от графичното представяне на думите, например т в тепе. Всяка буква от писмения език обикновено съответства на фонема от говоримия език. За разлика от буквите в азбуките, знаците в други писмени системи могат да съответстват на срички (силабограми) или на цели думи и фрази (логограми).
При чисто фонемичните азбуки на всяка фонема съответства определена буква, но в резултат на различни обстоятелства от историческото развитие на езиците такова положение се среща рядко на практика. В много езици дадена фонема може да се означава с 2 (диграф; например, дж и дз на български) или 3 букви (триграф; например, sch на немски). В други случаи на една и съща буква могат да съответстват различни фонеми, в зависимост от съседните букви или от етимологията на думата. Пример за това е буквата C в испанския, която съответства на фонемата [k] пред буквите a, o и u (cantar, cuidado) и на фонемата [s] пред буквите e и i (centimo, ciudad).
В рамките на съответната азбука, буквите са подредени в определен азбучен ред. Правилата за подреждане на буквите могат да се различават дори при сравнително близки писмени системи. Така в испанския буквата Ñ се разглежда като различна от N и се подрежда непосредствено след нея, а в английския двата символа се приемат за една и съща буква.
В някои азбуки определени букви могат да имат числена стойност и да се използват за изписване на числа. Пример за това са латиницата (римски цифри) и кирилицата. Въпреки това, повечето съвременни езици, използващи писменост, базирана на латиницата или кирилицата, използват за изписване на числа отделен набор от символи - арабските цифри.